# Roger Fällman
Roger Fällman, född den 20 juli 1961 i Uppsala, är en svensk konstnär som har blivit känd för sina naturmotiv med ljus- och skuggspel.
Fällman började sin konstnärsbana i tidig ålder med utställningar i början av 1980-talet. Efter utställningar under 1990- och 2000-talen på olika platser i USA finns han numera representerad på museum utanför San Francisco.